# Sbirulino (film)
Sbirulino è un film del 1982, diretto da Flavio Mogherini.

## Trama
Il clown Sbirulino deve andare a Roma per la divisione di un'eredità. Lungo la strada, vive incredibili avventure. Non tutti sono contenti, 
ma Sbirulino non perde mai il senso dell'ottimismo.